# Skanderborg Vandski Klub
Skanderborg Vandski Klub eller SKVK ligger ved Stilling-Solbjerg Sø og er etableret i 1960, hvor det første DM i vandski uden for København blev holdt samme år. Klubben har i 2011 ansøgt Skanderborg Kommune om at etablere et vandskicenter i Teglgraven ved Stilling (beliggende klos op ad E45)
Hjemklub for bl.a. Maj Lund Jepsen og Mads Lund Jepsen, søskende og begge på landsholdet.